# University of South Florida
De University of South Florida (USF) is een Amerikaanse openbare onderzoeksuniversiteit gevestigd in Tampa in de staat Florida. De universiteit werd opgericht in 1956.
Volgens de Intellectual Property Owners Association was USF in 2011 op negen instellingen na de universiteit met de meeste patenten in de Verenigde Staten geregistreerd. De universiteit heeft een jaarlijks budget van anderhalf miljard dollar en is volgens de National Science Foundation naar totaal onderzoeksbudget gerangschikt op een 43ste plaats van alle Amerikaanse universiteiten.